# Mariano Rius

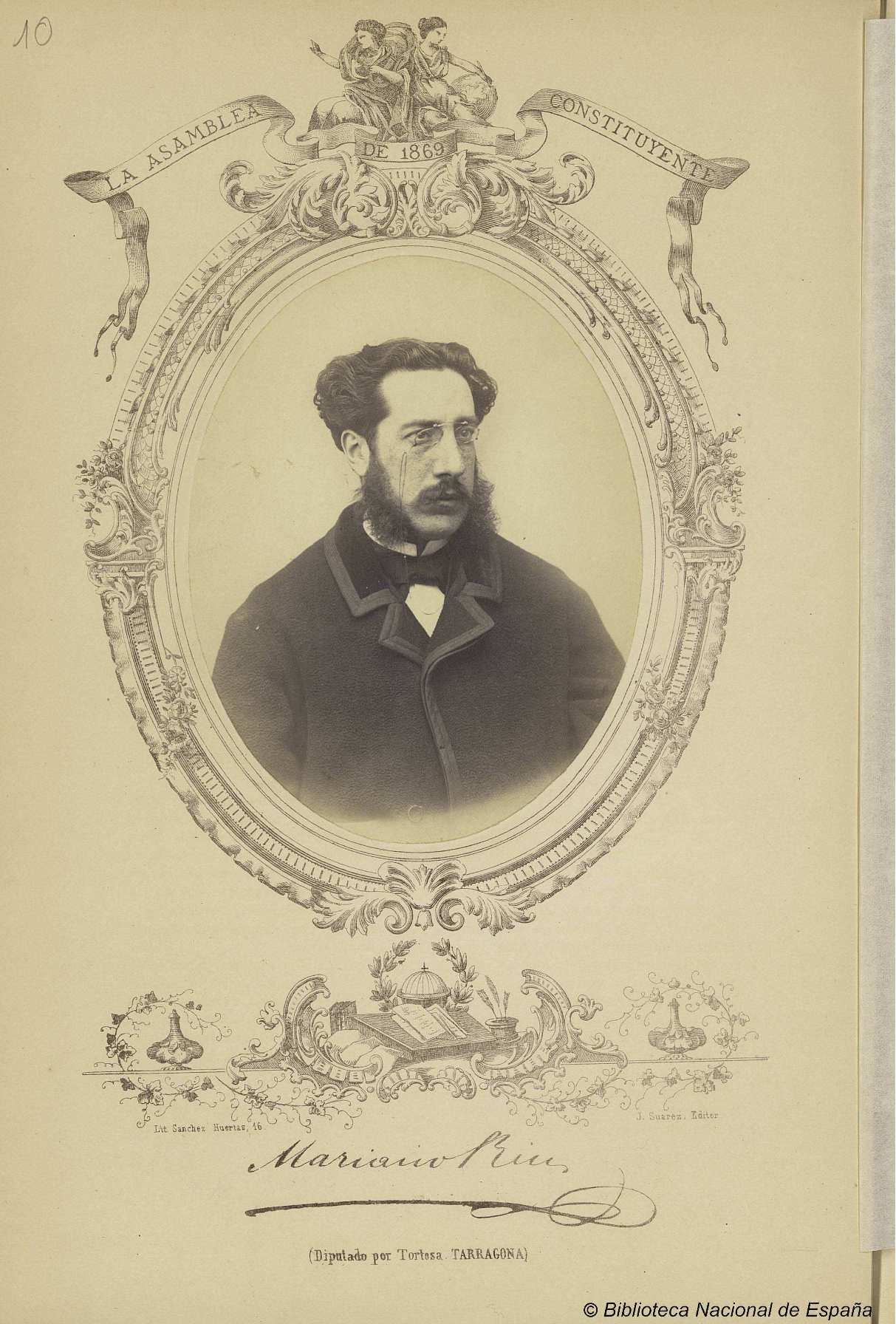
Retrato de Mariano Rius Montaner, fotografía de José Suárez sobre orla litográfica de Sánchez. Inscripción: «La Asamblea Constituyente de 1869 / [facsímil de la firma -Mariano Rius-] / (Diputado por Tortosa. Tarragona)». Biblioteca Nacional de España.

Mariano Rius y Espina Montaner (Tarragona, 19 de octubre de 1838–Scala Dei, 12 de enero de 1894) fue un empresario y político español, hijo de Marià Rius i Vicenta Montaner, comerciantes originarios de Altafulla. En 1871 el rey Amadeo I le concedió el título de conde de Rius.

## Biografía
En 1853 marchó a Madrid para estudiar abogacía. Allí conoció a Salustiano de Olózaga y a su hija, con la que se casó en 1864. Influido por su suegro, se afilió al Partido Progresista, del cual acabó siendo uno de sus jefes en Tarragona, participando tanto en la insurrección de Tarragona de 1867 como en la revolución de 1868. Amigo íntimo de Juan Prim, fue vicepresidente de la Junta Revolucionaria de Tarragona.
En las elecciones generales de España de 1869 fue elegido diputado por Tortosa, siendo también nombrado secretario del Congreso de los Diputados. A instancias de Prim, formó parte de la delegación que fue a Italia a buscar a Amadeo I, con el objetivo de ofrecerle el trono español. Éste le nombró su Jefe Superior de Palacio.
Fue elegido diputado por Falset en las elecciones generales de España de agosto de 1872, y durante un tiempo alcalde de Tarragona y presidente del Ateneu de Tarragona. Cuando abdicó Amadeo, lo acompañó a Lisboa y Turín.
Fue escogido nuevamente diputado en las elecciones generales de España de 1876, pero no quiso ocupar el escaño por su fidelidad a Amadeo I. 
Poco después formó parte de la Izquierda Dinástica, agrupación por la que fue elegido diputado por Tarragona en las elecciones generales de España de 1881. Después ingresó al Partido Liberal Fusionista, con el que fue nuevamente diputado por Tarragona en las elecciones generales de España de 1884, 1886 y 1893. 
Gracias a su influencia se construyó el puente sobre el río Francolí, las obras del puerto de Tarragona y la estación de ferrocarril. Le ofrecieron el cargo de senador vitalicio, pero lo rechazó.